# Barbara Albert
Barbara Albert (Bécs, 1970. szeptember 22. –) osztrák író, filmproducer és filmrendező.

## Élete
Filmrendezést a Bécsi Filmakadémián tanult. Első filmje, amely szélesebb közönség számára ismertté vált, a Nordrand volt, amely a jugoszláv gyerekek bécsi életének valóságát írja le.
A Coop 99 céget vezeti többek között Jessica Hausnerrel és Antonin Svobodával Albert Titus Selge rendezővel és fiukkal él Berlinben.

## Filmográfia
- Mademoiselle Paradis (2017)
- Fallen (2006)
- Free Radicals (2003)
- Zur Lage (2001)
- Nordrand (1999)
- Somewhere else (1998)
- Slidin‘ – alles bunt und wunderbar (1998)
- Sonnenflecken (1998)
- Die Frucht deines Leibes (1993)
- Nachtschwalben (1993)

## Díjak
- "Marcello Mastroianni díj" (Best Young Actress) Venedig 1999
- Wiener Filmpreis
- Preis der FIPRESCI Jury (Viennale)
- Best Feature Film (Stockholm)

## Fordítás
Ez a szócikk részben vagy egészben  a   Barbara Albert című angol Wikipédia-szócikk ezen változatának fordításán alapul.  Az eredeti cikk szerkesztőit annak laptörténete sorolja fel. Ez a jelzés csupán a megfogalmazás eredetét és a szerzői jogokat jelzi, nem szolgál a cikkben szereplő információk forrásmegjelöléseként.